# Бескидниця сутінкова
Бескидниця сутінкова (Granaria frumentum), або гранарія зернова — вид наземних черевоногих молюсків.
Вид занесено до Червоної книги України.

## Морфологічні ознаки
Черепашка широко-веретеноподібна, рогового кольору, з 8—9 обертами та внутрішнім армуванням останнього оберту, добре помітним з устя. Висота черепашки — 7,5—9,5 мм, її ширина — 2,8—3,5 мм.

## Ареал виду, поширення в Україні та місця існування
Гренарія зернова поширена в горах Європи від Західних Карпат до Балкан і Альп. Дуже рідко зустрічається в Українських Карпатах та на заході Поділля.
Мешкає на вапнякових скелях на безліссі.

## Чисельність і причини її зміни
У головних біотопах чисельність становить приблизно 10—15 особин на 1 м². Причини зниження чисельності: антропогенний тиск на біотопи в рекреаційних зонах.

## Охорона
Гранарія зернова занесена до Червоної книги України, природоохоронний статус — рідкісний. Серед заходів охорони рекомендується збереження біотопів.